# Andrei Báthory de Eceda

Blazonul nobiliar al familiei Báthory, de genere Gutkeled

Andrei Báthory de Eceda (în maghiară Ecsedi Báthory András) a fost principe al Transilvaniei între anii 1552-1553.